# Sistema (estratigrafia)
Sistema é uma unidade cronoestratigráfica superior que agrupa vários andares servindo de referência global.